# Singe mi singe moi
Singe mi singe moi (Monkey See, Monkey Do) est une série télévisée éducative  israëlo-américaine créée en 2008 et destinée aux 2-5 ans. En France, elle a été diffusée sur France 5 dans Zouzous à partir du 1er juillet 2013 puis rediffusée sur France 4.

## Synopsis
Mêlant animation et prises de vue réelles, la série est présentée par un singe qui tente de faire découvrir aux enfants un animal en mime et en chanson. Invitant les enfants à l'imiter, son mot d'ordre est : « Singe mi, singe moi, lève les bras et fais comme moi ! »